# Ca n'Alou (Sant Agustí de Lluçanès)
Ca n'Alou és una masia de Sant Agustí de Lluçanès (Osona) inclosa a l'Inventari del Patrimoni Arquitectònic de Catalunya.

## Descripció
Aquesta masia dona nom a un agrupament força considerable de cases, l'Alou de Sant Agustí.
Es tracta d'un conjunt d'edificacions adossades i superposades. L'edifici principal i originari és amb teulada a dues vessants amb desaigüe a la façana principal, està orientada a l'est. A la façana principal hi ha un portal amb pedres treballades amb forma rectangular, també hi ha una finestra treballada. Davant de la casa hi ha diversos cossos que fan funcions diferents. El més característic és el que té una arcada formada per dovelles i que conforma una edificació posterior, on hi ha adossat un pou.

## Història
Aquesta masia formava el límit d'un extens alou o domini del monestir de Ripoll que arribava fins a Casarramona a Sora.
Avançat el segle xv es desfà l'organització que havien realitzat els homes del Pi i queda adscrita a Sant Agustí.
L'actual edificació és de finals del segle xviii i fou construït entre els anys 1795 i 1796.